# Хуанхуа (аэропорт)
Международный аэропорт Чанша Хуанхуа (ИАТА: CSX, ИКАО: ZGHA) — аэропорт, обслуживающий город Чанша, столицу провинции Хунань, Китай, а также близлежащие города, такие как Чжучжоу и Сянтань. По состоянию на 2018 год, с пассажиропотоком более 25 000 000 человек, входил в число пятнадцати наиболее загруженных аэропортов Китая.
Находится в 25 километрах от центра города Чанша. Управление аэропортом осуществляет администрация аэропортов Хунань, государственная корпорация, управляющая всеми пятью аэропортами в провинции Хунань. Аэропорт Хуанхуа был открыт в августе 1989 года, заменив аэропорт Чанша Датуопу, который сейчас является военной авиабазой.

## Терминалы

### Терминал 1
Терминал 1, площадью 32 000 м2, имеет 3 зала (T1-A, T1-B и T1-С). Он был открыт в 2000 году и был рассчитан на 4,6 миллиона пассажиров ежегодно. Был закрыт на реконструкцию с июля 2011 года по 17 мая 2018 года.
Вновь открылся 18 мая 2018 года. После реконструкции имеет 39 000 м2 площадей, 38 стоек регистрации, 10 полос безопасности. Пропускная способность рассчитана на 6 миллионов пассажиров в год. Терминал обслуживает авиакомпании Air China, Chengdu Airlines, Joy Air, Okay Airways, Tibet Airlines, Shandong Airlines, Shenzhen Airlines и Kunming Airlines.

### Терминал 2
Торжественное открытие Терминала 2 состоялось 19 июля 2011 года. С площадью 212 000 м2, новый терминал является 5-м по величине терминалом аэропорта в материковом Китае (после Шоуду, Шанхай Падуна, Гуанчжоу Байюнь и Шэньчжэня). Новый терминал имеет 22 мостовых выхода к самолётам, при этом максимальное расстояние между выходами для пассажира составляет 300 метров. Терминал способен обрабатывать 151 000 воздушных судов и ещё 15,6 млн пассажиров в год.
Зал вылета имеет 4 автоматических входа через двойные стеклянные двери, которые обращены непосредственно к зонам регистрации A, B, C и D соответственно. Входы 1-3 — это внутренние входы, а вход 4 — для международных вылетов, рейсов из Гонконга, Макао и Тайваня, которые будут проверяться в зоне D. Зона A является эксклюзивной зоной регистрации для China Southern Airlines. Зона B и C — это зоны регистрации внутри страны для других авиакомпаний. Терминал имеет 80 стоек регистрации и 24 киоска самостоятельной регистрации, 24 контрольно-пропускных пункта и более 6 390 посадочных мест.
Зал Прибытия оборудован 8 багажными каруселями (6 на внутренней территории и 2 на международной). Крытый гараж P4, который имеет 693 парковочных места, находится на этаже B2. Есть также три открытых парковочных площадки P1, Р2 и Р3, которые обеспечивают более 1000 парковочных мест.

## История

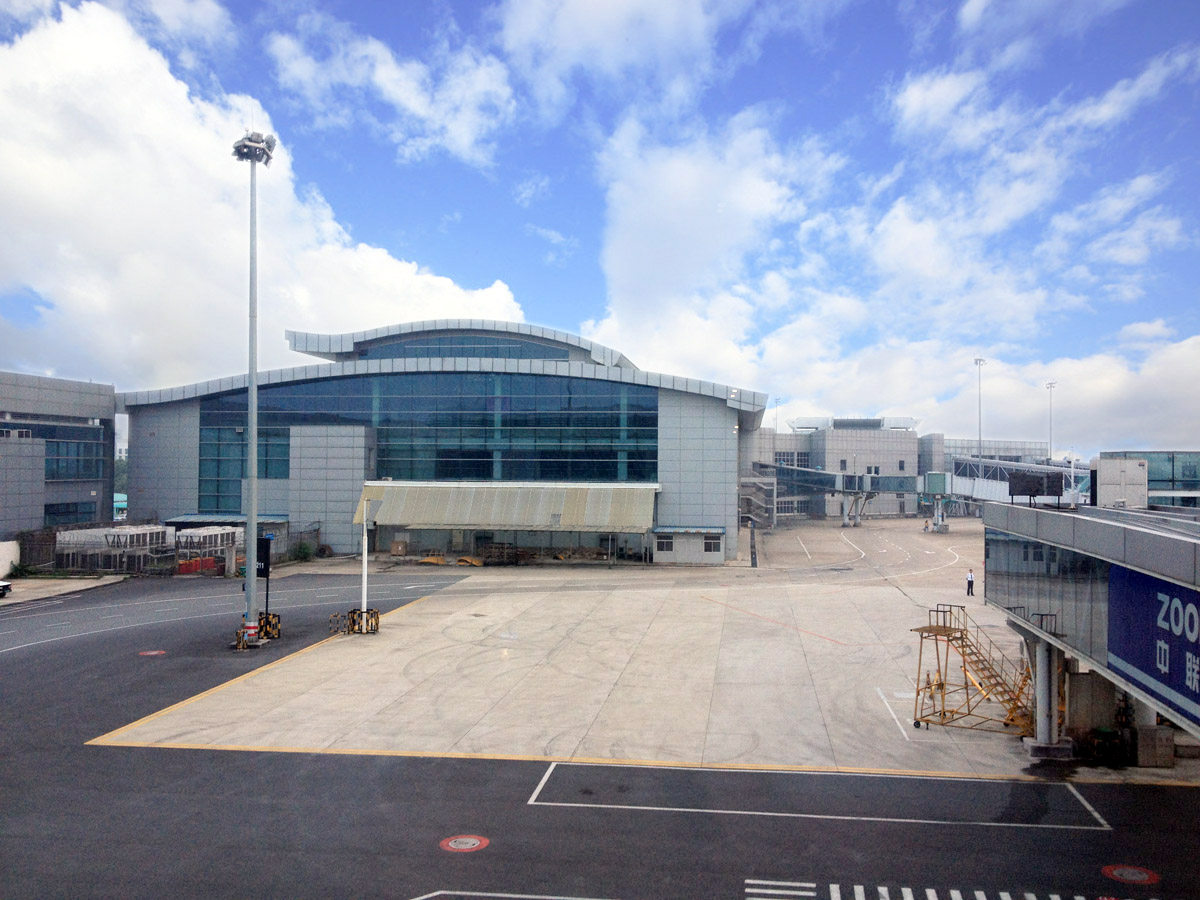
Терминал 1

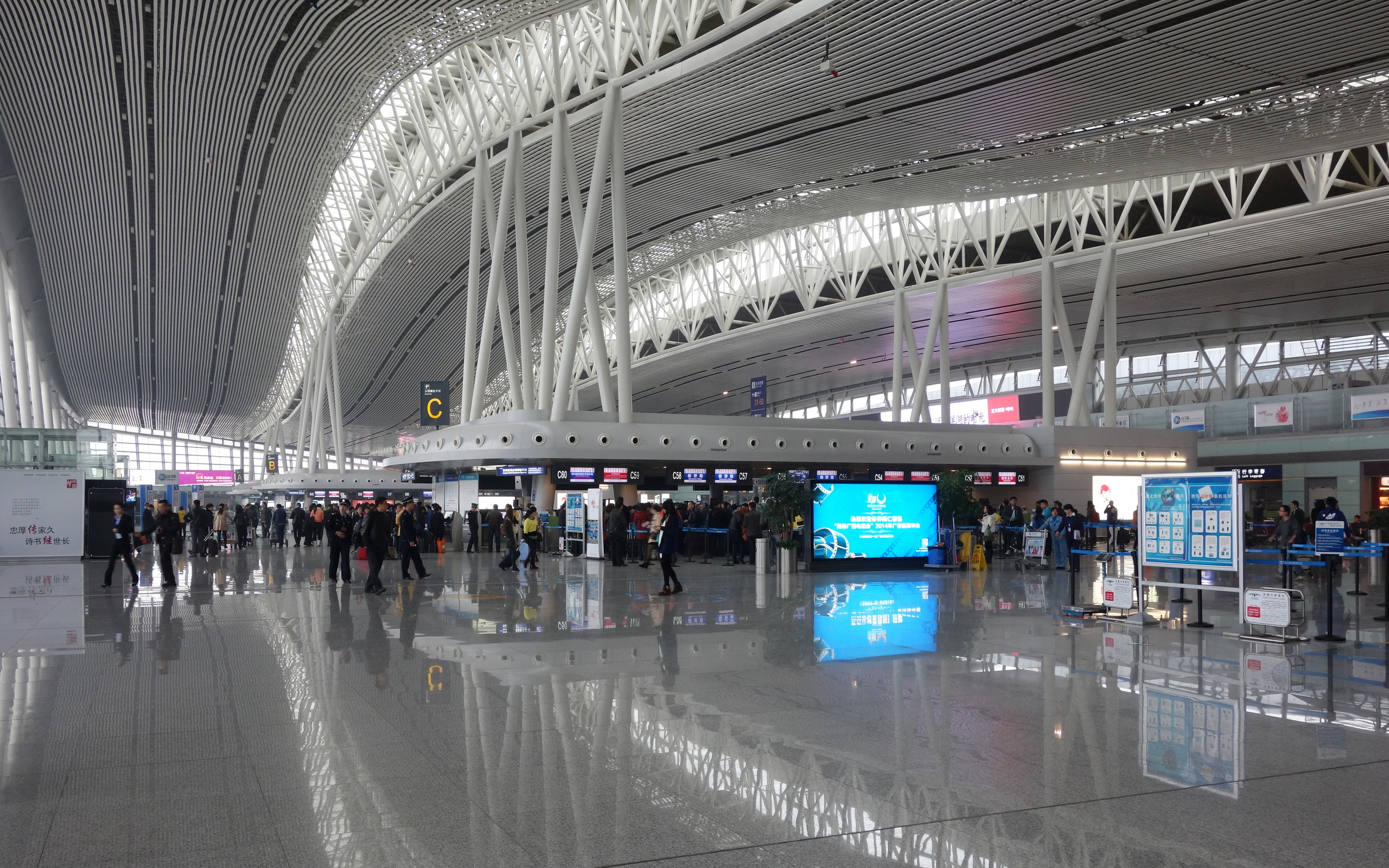
Терминал 2

С 1957 по 1989 год аэропорт Датуопу служил военным и гражданским аэропортом двойного назначения. Он был способен принимать только небольшие самолёты и несколько рейсов в день. Правительство провинции Хунань предложило в октябре 1984 года построить новый аэропорт, который был одобрен Государственным советом Китая. Строительство аэропорта Хуанхуа началось в июне 1986 года, открытие состоялось 29 августа 1989 года, когда все гражданские рейсы были перенесены в новый аэропорт, и Датуопу вернулась для использования исключительно в военных целях.
28 октября 2000 года был открыт Терминал 1-A площадью 34 000 квадратных метров, стоимостью 40,4 млн юаней. Аэропорт мог обслуживать 4,6 миллиона пассажиров в год. После этого было завершено строительство Терминала 1-B и Терминала 1-C.
Затем в 2008—2011 годах аэропорт был значительно расширен, расширив взлетно-посадочную полосу 18/36 с 2600 до 3200 м и добавив Терминал 2, который вступил в строй в 2011 году. Аэропорт принял первый межконтинентальный рейс 23 июня 2014 года, когда авиакомпания China Southern Airlines начала обслуживать рейс во Франкфурт, Германия.
Строительство второй взлетно-посадочной полосы было завершено в ноябре 2016 года. Новая взлетно- посадочная полоса Code-4F размером 3800×60 м была построена параллельно нынешней взлетно-посадочной полосе 18/36 и расположена в 380 м к востоку. Вторая взлетно-посадочная полоса официально начала принимать рейсы 30 марта 2017 года. Новая взлетно-посадочная полоса позволяет принимать широкофюзеляжные самолёты, такие как A380.
16 мая 2018 года обновленный Терминал 1 международного аэропорта Чанша Хуанхуа возобновил работу. Внутренние рейсы, выполняемые авиакомпаниями Air China, Shenzhen Airlines, Shandong Airlines, Chengdu Airlines, Kunming Airlines, Okay Airways, Joy Air и Tibet Airlines, прибывают в T1.

## Краткосрочное расширение (2030)
Аэропорт расширяется на восток. После завершения строительства 2-й взлетно-посадочной полосы на восточной стороне аэропорта будут построены Терминал 3 и восточный терминал площадью 500 000 квадратных метров. Аэропорт сможет обслуживать 60 миллионов пассажиров в год, общий объём инвестиций составит 28,5 миллиарда юаней. Третья взлетно-посадочная полоса длиной 3600 м будет построена и готова к использованию в 2023 году.

## Статистика
| Год  | Пассажиры | % Динамика | Груз (тонн) | Взлетов/Посадок |
| ---- | --------- | ---------- | ----------- | --------------- |
| 2017 | 23764820  | ▲ 0 11,6   | 138,737.6   | 179575          |
| 2016 | 21296675  | ▲ 0 13,8   | 130,276.1   | 167910          |
| 2015 | 18715278  | ▲ 0 3.9    | 122,022.1   | 153367          |
| 2014 | 18020501  | ▲ 0 12,6   | 125,037.8   | 152359          |
| 2013 | 16007212  | ▲ 0 8,5    | 117,588.7   | 137843          |
| 2012 | 14749701  | ▲ 0 7,8    | 110,608.0   | 127041          |
| 2011 | 13684731  | ▲ 0 8,4    | 114,831.1   | 116727          |
| 2010 | 12621333  | ▲ 0 8,4    | 108,635.2   | 115635          |
| 2009 | 11284282  | ▲ 33,5     | 86,995.0    | 110023          |
| 2008 | 8454808   | ▲ 0 4.8    | 71,151.9    | 85339           |
| 2007 | 8069989   | ▲ 14,9     | 68,629.7    | 82041           |
| 2006 | 6592602   | ▲ 22,4     | 62,571.3    | 71139           |
| 2005 | 5301396   | ▲ 24,4     | 52,360.3    | 59534           |
| 2004 | 3802550   | ▲ 27,1     | 43,133.2    | 55054           |
| 2003 | 2992543   | ▲ 15,2     | 34,987.5    | 46993           |
| 2002 | 2598508   | ▲ 17,2     | 25,437.9    | 42920           |
| 2001 | 2217088   | ▲ 0 9,0    | 20,375.2    | 39194           |
| 2000 | 2034526   | -          | 18,552.0    | 37722           |

## Наземный транспорт
- Маглев Чанши — быстрая коммерческая железнодорожная линия на магнитном подвесе, соединяющая аэропорт города Чанша с центром. Линия длиной 18.55 км соединяет международный аэропорт Чанша, станцию Ланли и высокоскоростной железнодорожный вокзал Чанша Южная, где имеется пересадка на метро.
- Метрополитен Чанши, линия 6 ведет в аэропорт из центра города.
- Есть прямые автобусные шаттлы, соединяющие аэропорт с отелем Hunan Civil Aviation (с одной остановкой у Гао Цяо в пути), Южным железнодорожным вокзалом Чанша и Южным автобусным вокзалом.